# Lake Villa (Illinois)
Lake Villa – wieś w Stanach Zjednoczonych, w stanie Illinois, w hrabstwie Lake.